# Dawn of Ashes
Dawn of Ashes (Рассвет Праха) — американская группа, играющая в жанрах Aggrotech, Industrial Metal и Blackened Death Metal.

## История
Группа DAWN OF ASHES была сформирована в 2001 году в Лос-Анджелесе (США) человеком, который скрывался под ником :Khris:. :Khris: задался целью посредством брутальной электронной музыки выплеснуть на людей всю ту концентрацию кошмара, ненависти, ужаса и насилия, которую он почерпнул из любимых хоррор-фильмов Дарио Ардженто, Джорджа Ромеро, Клайва Баркера и музыки SKINNY PUPPY, LEÆTHER STRIP, SUICIDE COMMANDO и HOCICO.
В течение нескольких лет :Khris: подбирал достойных единомышленников в лице Joey (Tekk) и Behemoth, способных помочь ему в написании и исполнении зубодробительных и устрашающих Horror-Electro шедевров. В начале 2005 года группа выпустила свой первый демо-диск «Sacred Fever». Получив эту запись, германский электро-лейбл NoiTekk, всегда пребывающий в поисках новых дарований на dark electro сцене, сразу же заключил с DAWN OF ASHES договор на выпуск полноформатного дебютного альбома в Европе. А спустя несколько месяцев американский лейбл COP International заключает с группой аналогичный договор на территории США.
В сентябре 2006 года выходит в свет дебютный альбом DAWN OF ASHES «In The Acts Of Violence», который сразу же производит фурор на мировой Dark Electro сцене, а группа становится одной из «надежд жанра».
В начале 2007-го группу покидает Joey, а его место занимает девушка-клавишница Rayne. В марте 2007 года Gravitator Records выпускает «In the Acts of Violence» в России. 25 октября 2007 года выходит 2 альбом «The Crypt Injection». Спустя 3 года выходит альбом «Genocide Chapters» ,который был написан в стиле Blackened Death Metal.
в 2012 появилось заявление о том, что гитарист Volkar Kael и басист Othuum покинули проект Dawn Of Ashes и основали свой собственный металлический проект под названием ALAL, который сейчас работает над дебютным ЕР. Отныне DoA является единоличным проектом Батори.
Распад группы
28 декабря 2013  группа объявила через Facebook, что отправится в финальный тур "Enter the Vortex", и распадется по его окончанию.
4 января 2014 Кристоф Батори дал интервью Radiobuzzd , где  привел множество причин распада группы. Две из них- потенциальные юридические сложности с названием группы; Батори будет продолжать создавать музыку вместе с такими группами, как Behemoth и Cyrus.
Батори также сказал, что запись запланированного альбома "Enter the Vortex" и тур отменяются.
Последний концерт Dawn Of Ashes состоялся на музыкальном фестивале "Dark Munich Festival" в Апреле; ещё два концерта были даны в Лос-Анджелесе и  Нью-Йорке.
Кристоф создал новую группу под названием Urilia.
Возвращение группы
1 декабря 2015 Кристоф Батори заявил о возвращении группы в 2016 году и подписании контракта с Metropolis Records. Запланировано создание альбома  "Theophany" .
31 июля 2016 года выходит альбом Theophany.
Плавно смешивая блэк-метал и индустриальные влияния, Dawn Of Ashes — это музыка жестокой силы, неумолимого разрушения и кинематографического размаха. Новый альбом Theophany — это безжалостное шоу ужасов для ушей, глаз и разума. Новый альбом показывает Dawn Of Ashes в лучшей форме, с обновленной целью, которая объединяет интенсивную звуковую агрессию и вдохновленные оккультизмом тексты, которые DoA вызывал во всех своих воплощениях.
9 июня 2017 года выходит альбом Daemonolatry Gnosis.
Новый альбом Dawn of Ashes Daemonolatry Gnosis, дьявольская музыкальная веха и самая брутальная смесь Extreme Symphonic Black Metal от DOA на сегодняшний день. Как и предыдущий альбом Dawn of Ashes Theophany, Daemonolatry Gnosis был сведен и спродюсирован Миком Кенни из AnaalNathrakh. Включает кавер на песню легенды Black Metal Mayhem "Freezing Moon", а также гостевой вокал от Линдси Скулкрафт из Cradle of Filth. В альбом вошел материал выпущенный под названием Urilia.
Индастриал-метал
18 января 2019 выходит вторая часть альбома The Crypt Injection. 
Dawn Of Ashes возвращается с The Crypt Injection II (Non Serviam). Dawn of Ashes вернулись к корням группы — индустриальному и дарк-электро звучанию. Спустя много лет DOA решили вернуться к старому звучанию, оставаясь в новом. The Crypt Injection II возвращается к старому звучанию первого Crypt Injection с гибридным звучанием Industrial Metal. Dawn Of Ashes пробуждает огонь в падении нашего общества и показывает тьму, которая открывает истинный смысл Rebellion и Black Flame
В 2019 году Dawn of Ashes подписали контракт с лейблом Artoffact Records
10 июля 2020 выходит альбом The Antinomian.
Альбом посвящен любви фронтмена Кристофа Батори к стилю индастриал 90-х годов, который понравится поклонникам классики, такой как KMFDM и Ministry, и в то же время остаются верными блэк-метал-этике.
Шрамированная трилогия
«Шрамированная» трилогия начала выпускаться в 2022 году. Первый альбом из нее – Scars of the Broken, отличился доминированием потустороннего эмбиента над жесткой электроникой и обладал общим лиричным настроением. Reopening the Scars, вышедший в 2024, по аранжировкам больше напоминал дарквейв и был довольно расслабляющим среди других dark electro релизов прошлого года. В Infecting the Scars слушателям обещают ностальгию по старому творчеству. Судя по всему, стоит готовиться к самой жесткой части.
Infecting The Scars выйдет в мае 2025 года на лейбле Metropolis Records. Альбом будет содержать 10 треков, один из которых – совместная работа с Alien Vampires. Так же в поддержку альбома пройдет тур.

## Дискография
- 2005: Sacred Fever (Demo)

- 2006: In the Acts of Violence

- 2007: The Crypt Injection — USA version

- 2007: The Crypt Injection — European version

- 2010: Genocide Chapters

- 2012: Farewell To The Flesh (EP)

- 2012: Hollywood Made In Gehenna (Split)
- 2013: Anathema
- 2016: Theophany
- 2017: Daemonolatry Gnosis
- 2018: Sacred Fever (Remastered)
- 2019: The Crypt Injection II
- 2019: Origin of the Ashes (Compilation)
- 2020: The Antinomain
- 2022: Scars of the Broken
- 2023: Pinheadbanger (Remix)
- 2024: Reopening the Scars
- 2025: Infecting the Scars